# Acorethra erato
Acorethra erato là một loài bọ cánh cứng thuộc họ Xén tóc. Loài này được Newman mô tả năm 1840.